# Wereldkampioenschap debatteren voor universiteiten
Het Wereldkampioenschap Debatteren voor Universiteiten, ook weleens aangeduid als WUDC of Worlds is het grootste debattoernooi ter wereld. Het toernooi wordt sinds 1981 jaarlijks georganiseerd rond de jaarwisseling en wordt georganiseerd door een universiteit die daartoe twee jaar van tevoren aangewezen wordt.

## Geschiedenis
De eerste editie van het WK voor universiteiten werd in 1981 georganiseerd in Glasgow. Aan de eerste editie deden ruim veertig teams mee. Binnen enkele jaren groeide het toernooi uit tot een toernooi met ongeveer honderd teams. De organisatie rouleerde aanvankelijk tussen universiteiten uit Engelssprekende landen als de VS, Australië en Groot-Brittannië en hier kwamen ook de meeste deelnemende teams vandaan.
Toen eind jaren tachtig meer teams uit niet-Engelssprekende landen naar het toernooi begonnen te komen werd in 1989 een extra klassement opgesteld (bekend als de ESL-competitie) voor teams voor wie Engels niet de moedertaal is. Tot halverwege de jaren negentig was er geen vaste debatvorm voor het toernooi en bepaalde de organiserende universiteit in welke vorm het toernooi gehouden werd. In 1996 werd besloten dat het toernooi voortaan in de Brits-parlementaire debatvorm gehouden zal worden. In de periode tot nu groeide het toernooi door naar 396 teams van universiteiten uit tientallen verschillende landen tijdens de editie in 2008.
De grootste Nederlandse successen kwamen in 2006 en 2008, toen de ESL-competitie voor teams met Engels als tweede taal door een Nederlands team werd gewonnen. In 2006 gebeurde dit door Lars Duursma en Sharon Kroes (Erasmus Universiteit Rotterdam), in 2008 door Reinier de Adelhart Toorop en Anne Valkering (Universiteit van Amsterdam).

## Opzet
Aan het WK Debatteren voor Universiteiten doen teams van twee personen mee. Alleen teams bestaande uit studenten die aan dezelfde universiteit studeren worden toegelaten. Daarnaast is er een regel die stelt dat debaters hooguit vier keer aan het toernooi mee mogen doen.
Debatten tijdens het toernooi worden gehouden in de Brits-parlementaire debatvorm. Teams nemen tijdens de laatste paar dagen van december deel aan negen voorrondedebatten. Tijdens de jaarwisseling wordt bekendgemaakt welke 32 teams de achtste finale halen en welke 16 teams de kwartfinale van de ESL-competitie halen. In de eerste dagen van januari worden de finalerondes gedebatteerd, waarbij tot aan de finale per debat twee teams doorgaan naar de volgende ronde tot er vier teams overblijven die de finale tegen elkaar debatteren.

## Organisatoren en winnaars
| Jaar | Aantal deelnemende teams | Organisator                              | Winnaars                      | Winnaars ESL                         | Winnaars EFL                                      |
| 2017 | 394                      | Nederlandse Debatverenigingen, Den Haag  | University of Sydney          | Universiteit van Tel Aviv            | University of Belgrade                            |
| 2016 | 398                      | Universiteit van Macedonië, Thessaloniki | Harvard University            | De La Salle University               | Nationale Technische Universiteit van Athene      |
| 2015 | 400                      | Universiti Teknologi MARA, Kuala Lumpur  | University of Sydney          | Chinese University of Hong Kong      | Adam Mickiewicz University                        |
| 2014 | 372                      | Rajalakshmi Engineering College, Chennai | Harvard University            | Berlin Debating Union                | Bandung University                                |
| 2013 | 387                      | Berlin Debating Union, Germany           | Monash University             | BRAC Bangladesh                      | Universiteit van Porto                            |
| 2012 | 360                      | De La Salle University                   | Monash University             | Universiteit van Tel Aviv            | EWHA Womans University                            |
| 2011 | 316                      | University of Botswana                   | Monash University             | Universiteit van Haifa               | Universiteit van Tokio                            |
| 2010 | 316                      | Koc University                           | University of Sydney          | Universiteit van Tel Aviv            | Moscow State Institute of International Relations |
| 2009 | 316                      | University College Cork                  | University of Oxford          | Babeş-Bolyaiuniversiteit             | Universiteit van Vilnius                          |
| 2008 | 396                      | Assumption University Bangkok            | University of Oxford          | Universiteit van Amsterdam           | Keio Universiteit                                 |
| 2007 | 344                      | University of British Columbia           | University of Sydney          | IIU Malaysia                         | Tsinghua Universiteit                             |
| 2006 | 324                      | University College Dublin                | University of Toronto         | Erasmus Universiteit Rotterdam       |                                                   |
| 2005 | 312                      | Multimedia University                    | University of Ottawa          | Nationale Universiteit van Maleisië  |                                                   |
| 2004 | 304                      | Nanyang Technological University         | Middle Temple                 | Nationale Universiteit van Singapore |                                                   |
| 2003 | 193                      | Stellenbosch University                  | University of Cambridge       |                                      |                                                   |
| 2002 | 228                      | University of Toronto                    | New York University           |                                      |                                                   |
| 2001 | 284                      | University of Glasgow                    | University of Sydney          |                                      |                                                   |
| 2000 | 204                      | University of Sydney                     | Monash University             |                                      |                                                   |
| 1999 | 171                      | Ateneo de Manila University              | Monash University             |                                      |                                                   |
| 1998 | 292                      | Deree College                            | Gray's Inn                    |                                      |                                                   |
| 1997 | 177                      | Stellenbosch University                  | University of Glasgow         |                                      |                                                   |
| 1996 | 247                      | University College Cork                  | Macquarie University          |                                      |                                                   |
| 1995 | 243                      | Princeton University                     | University of New South Wales |                                      |                                                   |
| 1994 |                          | University of Melbourne                  | University of Glasgow         |                                      |                                                   |
| 1993 |                          | University of Oxford                     | Harvard University            |                                      |                                                   |
| 1992 |                          | Trinity College Dublin                   | University of Glasgow         |                                      |                                                   |
| 1991 |                          | University of Toronto                    | McGill University             |                                      |                                                   |
| 1990 |                          | University of Glasgow                    | Yale University               |                                      |                                                   |
| 1989 |                          | Princeton University                     | University of Sydney          |                                      |                                                   |
| 1988 | 90                       | University of Sydney                     | University of Oxford          |                                      |                                                   |
| 1987 |                          | University College Dublin                | University of Glasgow         |                                      |                                                   |
| 1986 | 54                       | Fordham University                       | University College Cork       |                                      |                                                   |
| 1985 |                          | McGill University                        | King's Inns                   |                                      |                                                   |
| 1984 |                          | University of Edinburgh                  | University of Sydney          |                                      |                                                   |
| 1983 |                          | Princeton University                     | University of Glasgow         |                                      |                                                   |
| 1982 |                          | University of Toronto                    | University of Auckland        |                                      |                                                   |
| 1981 | 43                       | University of Glasgow                    | University of Toronto         |                                      |                                                   |